# PCエンジンシャトル
PCエンジンシャトル（PC Engine Shuttle）とは、1989年11月22日に日本電気ホームエレクトロニクス（NECホームエレクトロニクス）より発売された家庭用ゲーム機。PCエンジンの一種。当時のメーカー希望小売価格は18,800円。

## 概要
低年齢層を狙った廉価版として発売された。宇宙船をイメージした流線型のデザインが特徴的。当初、CD-ROM2などと接続する拡張バスを省略して価格を抑える事をコンセプトとした。広告や付属の小冊子にはドラえもんがイメージキャラクターとして起用された。スーパーグラフィックスほどではないが本体は大型化し横幅は初代PCエンジンの対角線より大きい。既存のPCエンジン用のソフトウェアと周辺機器をそのまま利用できたが、拡張バスがないためCD-ROM2やプリントブースタなどのコア構想でのオプション機器は接続不可で利用できなかった。本体の色は、同時発売されたPCエンジンコアグラフィックス同様に、ダークグレー色を基調とし、RCA端子と連射機能付きジョイパッドが標準装備された。
ROMカード (HuCARD) のゲームソフトで十分と考えるユーザーを狙った廉価版とはいえ、当時の店頭では旧機種（初代PCエンジン）の販売価格がPCエンジンシャトルと同等まで下がっており、拡張性の無さが嫌われてあまり売れなかった。廉価なセーブユニットとして普及した「天の声2」が使用できず、高価な純正品しか選択肢がない事も廉価版としての商品価値を低下させた。PCエンジンの市場がCD-ROM2に移行するとこれを接続できないシャトルの存在は省みられなくなり、NECは機能削減のない廉価商品としてコアグラフィックスIIを発売した。
パッド（コントローラー）は、当時としてはまだ珍しい、エルゴノミクス構造となっており、全PCエンジンシリーズの標準パッドとして唯一の採用である。

## 周辺機器
| 型番                    | 名称                              | 発売日         | 備考 |
| ----------------------- | --------------------------------- | -------------- | --- |
| PAD-106                 | ACアダプタ                        |                | 本体に同梱。 |
| PI-PD002 PI-PD06 PI-PD8 | ターボパッド                      | 1987年10月30日 | コアグラフィックスの色調に合わせたターボパッド。初代PCエンジンでは別売りだったが、PCエンジンコアグラフィックス以降の機種ではそれぞれ色調を合わせた連射パッドが標準装備されることとなった。                                                                    |
| PI-PD003                | マルチタップ                      | 1987年10月30日 | パッドを5つまで接続できる純正機器。本体のみではパッドを1つしか接続できなかった弱点が逆に普及を促し、ファミコン以上に多人数同時プレイソフトを登場させることとなった。2人用や4人用のサードパーティ製のものもあった。                                            |
| PI-PD05                 | ターボパッドII                    | 1989年11月22日 | PCエンジンシャトル付属のターボパッド。独自の形状を持つが性能は通常のターボパッドと変わらない。 |
| PI-AD9                  | シャトル専用 バックアップユニット | 1989年11月22日 | シャトルは拡張バスが削除されたことから通常のバックアップブースターが使用出来なかったため、専用端子を使うユニットが発売された。 |
| PI-AN2                  | AVケーブル                        | 1989年11月22日 | テレビに接続する、映像/音声一体型のケーブル。本体に同梱。 |
| PI-AN3                  | RFユニット                        | 1989年11月22日 | コンポジット映像信号出力のマシンに使用し、RF信号を出力するための機器。 |
| NAPD-1001               | アベニューパッド3                 | 1991年1月31日  | 3ボタン操作のフォーゴットンワールドの発売に合わせて登場。IIIボタンはSELECTかRUNボタンのいずれかに設定して使用する、連射もできるのでRUNボタンに設定してスローモーション（ポーズの連射）をかけることも可能。                                                    |
| PI-PD11                 | コードレスマルチタップ            | 1992年12月18日 | PCエンジンDuoに合わせたデザインの純正品。パッド信号を赤外線で伝達することでコントローラのコードレス化を実現。コードレスマルチタップ自体はPCエンジン本体のパッド端子に接続する。コードレスパッドを5本揃えれば5人同時プレイ可能である。受信可能距離は約3mまで。 |
| PI-PD12                 | コードレスパッド                  | 1992年12月18日 | コードレスマルチタップ用のパッド。単四乾電池4本必要。 |
| NAPD-1002               | アベニューパッド6                 | 1993年5月28日  | 6ボタンパッド。ストリートファイターIIの移植に対応する形で登場。 |
| PCE-TP1                 | アーケードパッド6                 | 1994年6月25日  | 6ボタンパッド。 |